# Hyposcada neustetteri
Hyposcada neustetteri är en fjärilsart som beskrevs av Rudolf Bargmann 1928. Hyposcada neustetteri ingår i släktet Hyposcada och familjen praktfjärilar. Inga underarter finns listade i Catalogue of Life.